# Tom Railsback

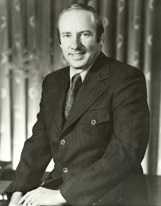
Tom Railsback

Thomas Fisher „Tom“ Railsback (* 22. Januar 1932 in Moline, Illinois; † 20. Januar 2020 in Mesa, Arizona) war ein US-amerikanischer Politiker. Zwischen 1967 und 1983 vertrat er den Bundesstaat Illinois im US-Repräsentantenhaus.

## Werdegang
Tom Railsback besuchte die öffentlichen Schulen seiner Heimat und danach bis 1954 das Grinnell College in Iowa. Nach einem Jurastudium an der School of Law der Northwestern University in Chicago und seiner 1957 erfolgten Zulassung als Rechtsanwalt begann er in diesem Beruf zu arbeiten, nachdem er von 1957 bis 1959 noch in der US Army gedient hatte. Außerdem schlug er als Mitglied der Republikanischen Partei auch eine politische Laufbahn ein. Von 1962 bis 1966 war er Abgeordneter im Repräsentantenhaus von Illinois.
Bei den Kongresswahlen des Jahres 1966 wurde Railsback im 19. Wahlbezirk von Illinois in das US-Repräsentantenhaus in Washington, D.C. gewählt, wo er am 3. Januar 1967 die Nachfolge des Demokraten Gale Schisler antrat. Nach sieben Wiederwahlen konnte er bis zum 3. Januar 1983 acht Legislaturperioden im Kongress absolvieren. In diese Zeit fielen unter anderem der Vietnamkrieg, die Bürgerrechtsbewegung und im Jahr 1974 die Watergate-Affäre – Railsback saß seinerzeit im Justizausschuss des Repräsentantenhauses und zählte zu jenen republikanischen Abgeordneten, die für die Amtsenthebung von Präsident Richard Nixon stimmten. 1982 wurde er von seiner Partei nicht mehr zur Wiederwahl nominiert.
Seit seinem Ausscheiden aus dem Kongress war Tom Railsback als Lobbyist in der Telekommunikationsbranche tätig.